# Atene (città antica)
(Eschilo, I Persiani vv.230-232)
La polis di Atene fu uno dei maggiori centri dell'antica Grecia e dell'area mediterranea, lasciando una traccia profonda nella storia culturale e politica dell'Europa e del mondo occidentale.
Atene fu una città-Stato, la prima nella storia dell'umanità ad adottare un sistema politico democratico. È considerata inoltre la culla del teatro, della filosofia, della storiografia, della pedagogia e della politica, intesa come partecipazione attiva dei cittadini.
Nacque nell'Attica, un territorio ricco di risorse agricole e minerarie; già all'epoca dei micenei in quel luogo sorgeva una cittadella fortificata. Atene vera e propria nacque però nell'VIII secolo a.C., con un processo che la tradizione antica attribuiva al mitico re Cecrope; altri suoi sovrani leggendari furono Egeo e Teseo. Inoltre in origine Atene era una società tribale: infatti la popolazione era divisa in quattro parti e ogni parte era divisa in più famiglie.

## Fondazione della città

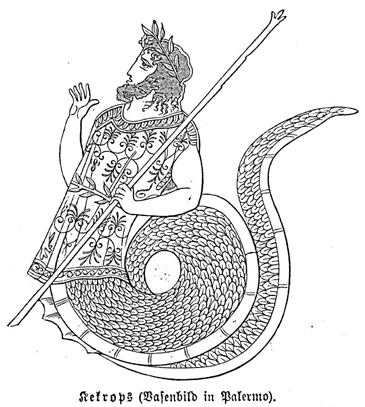
Cecrope, il primo mitico re di Atene

### Il mito fondativo
Secondo il mito di fondazione, Atene fu fondata nel 1500 a.C. da due dei, Poseidone e Atena, i quali però successivamente iniziarono a litigare su chi di loro avrebbe dovuto dare il proprio nome e la propria protezione alla città. Le due divinità decisero di mettersi al giudizio degli ateniesi: Poseidone donò loro uno splendido cavallo e promise il suo appoggio in battaglia, Atena invece offrì un magnifico ulivo e promise agli abitanti il dono della saggezza, dell'intelligenza e della pace. Gli ateniesi, dopo una lunga discussione, decisero di affidarsi proprio ad Atena, da cui derivò il nome. La dea della sapienza nominò primo re l'egiziano Cecrope, che era mezzo uomo e mezzo serpente. Atene venne governata poi da dieci re (umani), tra cui Teseo e l'ultimo Codro, che, avendo saputo dall'oracolo di Delfi dell'arrivo dei Dori pronti ad assediare Atene, gli venne anche consigliato che gli avversari avrebbero perso solo se avessero ucciso lui stesso, e così decise di sacrificarsi per il bene del suo popolo. Si intrufolò allora di nascosto fra i nemici e questi, riconoscendolo come spia, lo uccisero, permettendo la vittoria di Atene.

### Nella storiografia
Atene fu fondata nel 1500 a.C. e ci fu probabilmente un piccolo centro miceneo, concentrato solo sull'attuale collina dell'Acropoli. La città riuscì in qualche modo a sfuggire alle invasioni doriche e durante il cosiddetto Medioevo ellenico iniziò a svilupparsi.
Secondo la tradizione storiografica, i cittadini dell'Attica furono organizzati dal mitico re Cecrope in una dodecapoli, ovvero un'unione o confederazione di 12 insediamenti. Secoli dopo, tramite la procedura del sinecismo, l'Attica sarebbe stata riunita in un unico corpo civico e dunque un'unica polis dal mitico re Teseo.
La scomparsa della civiltà micenea determinò la nascita di un nuovo ordine sociale di tipo oligarchico e l'avvento nelle magistrature dei rappresentanti delle quattro tribù emergenti in Attica, a loro volta suddivise in fratrie (unione di più clan), che divennero un'importante espressione della vita sociale e religiosa ateniese.

## Struttura politico-sociale

### Istruzione
La paideia (παιδεία) fu il modello educativo in vigore nell'Atene classica, che era sinonimo di cultura e di educazione mediante l'istruzione.

### Condizione femminile ad Atene
Le donne ateniesi trascorrevano la maggior parte del tempo in casa, nel gineceo, lo spazio a loro riservato, e la loro funzione era generare figli e occuparsi della famiglia. Venivano infatti promesse in moglie quando erano ancora bambine e potevano contrarre matrimonio a partire dai 12 anni. Rigorosamente obbligate alla castità prima del matrimonio, erano ovviamente tenute alla fedeltà una volta sposate; al marito invece era consentito avere relazioni con altre donne, potendo dunque possedere la concubina (pallakè), con cui avere rapporti sessuali, e la compagna (etèra). Quest'ultima, pur concedendosi all'uomo a pagamento, non era una prostituta: a differenza delle donne destinate al matrimonio, le etere ricevevano un'educazione ed erano colte; conoscevano la musica, il canto e la danza e accompagnavano l'uomo nei luoghi di socialità, nei quali non erano ammesse né le mogli né le concubine. Come le altre donne greche, le ateniesi non avevano diritti politici, e dunque non potevano partecipare al governo e all'amministrazione della polis, e neppure scegliere chi sposare né come amministrare i propri beni.

## Esercito
Nella società greca classica ebbe molta importanza l'istruzione militare e ad Atene, come in maggior parte delle poleis consisteva in due anni di addestramento. Come primo atto gli efebi compiuti i 18 anni effettuavano un giuramento nel tempio di Aglauro, poi un primo anno di addestramento fisico e un secondo prettamente militare.
In caso di guerra i nominativi dei chiamati alle armi venivano affissi nell'agorà e comprendevano in genere gli uomini con età inferiore ai 50 anni, ma se c'era la necessità potevano essere utilizzati gli uomini fino ai 60 anni e poi gli efebi. Tale chiamata poteva essere generale PANDEMEI o per EPONIMO, cioè parziale interessando solo alcune classi di età, distinte con gli eroi ateniesi o per servizi a lungo termine, a rotazione, di classi di tribù diverse.
Per avere un'idea delle forze militari a disposizione ad Atene (durante la guerra del Peloponneso), durante il suo massimo splendore, possiamo dare i seguenti dati:
- popolazione: 150 000 abitanti e 100 000 schiavi
- militari: 13 000, più 16 000 tra efebi, meteci e rise
- cavalieri: 1 000
- arcieri a cavallo: 2 000
- arcieri appiedati: 1 600
- triremi: 300
- lega di Delo: 10 000 opliti, più altre forze militari.

## Storia

### Atene monarchica
L'organizzazione sociale prevedeva, anche ad Atene, in età "mitica" che il comando fosse in mano al re. Strabone, citando Filocoro, afferma che Cecropia era una delle dodici città fondate in Attica dal mitico re di Atene Cecrope, e che in seguito Teseo aveva unito nella città di Atene; Cecropia fu proprio il nucleo iniziale di Atene. Si contano quattro re prima dell'eroe Teseo e altri sette fino alla calata dei Dori; poi altri sovrani.

### Arconti
Tra il 1038 a.C. e il 753 a.C. il governo fu affidato a sei arconti, che furono prima dei magistrati eletti a vita per poi trasformarsi in una carica decennale fino al 682 a.C. quando essa divenne annuale.
Al re rimasero da svolgere le funzioni religiose e di presiedere all'areopago, perché il comando militare supremo passò in mano a un arconte, mentre gli incarichi civili e giudiziari furono presieduti dall'arconte affiancato dai tesmoteti.
Le nove cariche andavano a formare il collegio dei nove arconti, il cui incarico era annuale e tutti di estrazione nobiliare. I tre arconti più in vista, oltre ai sei tesmoteti, erano: l'arconte eponimo, l'arconte basileus (capo religioso) e l'arconte polemarco (capo militare).
Gli altri arconti tramandavano le leggi a voce cercando di conquistare sempre più potere.

### Dracone
Durante il VII secolo a.C. le liti e le divisioni interne agli arconti spinsero l'arconte Dracone ad assumere i pieni poteri. Così, nel 621 a.C., poté varare una serie di leggi durissime, tanto che tuttora si usa l'aggettivo "draconiano" per indicare provvedimenti molto severi (infatti in caso di omicidio volontario si poteva anche essere puniti con la morte, invece in caso di omicidio involontario con l'esilio). Tuttavia, ben presto esse si rivelarono insufficienti per garantire l'ordine sociale ad Atene.

### Solone
I gravi conflitti della cittadinanza portarono alla decisione di affidare a un magistrato, eletto con poteri eccezionali, il compito di scrivere una nuova costituzione che pacificasse la città. La scelta cadde su Solone che prese diverse decisioni a favore delle classi popolari, togliendo dalla schiavitù quei cittadini diventati servi a causa dei debiti verso i latifondisti, ridistribuendo il terreno fra i contadini, e dividendo la popolazione in classi sociali che seguivano il censo:
- i pentacosiomedimni, i grandi proprietari terrieri, con un reddito annuo di 500 medimni (unità di misura usata per i cereali e altri prodotti secchi) di cereali;
- i cavalieri, anch'essi proprietari terrieri, con un reddito annuo tra i 300 e 500 medimni;
- gli zeugiti, i piccoli proprietari terrieri, con un reddito annuo tra i 200 e 300 medimni;
- i teti, i più poveri, che non possedevano terra o che avevano un reddito annuo inferiore ai 200 medimni.

Inoltre introdusse un'unica moneta e un'unica unità di misura del peso e della lunghezza (evitando così truffe e imbrogli).

### Tirannia
Le nuove leggi di Solone non portano tuttavia la stabilità politica: la classe media, gli artigiani e i mercanti insistono per ottenere il diritto al voto e appoggiano il colpo di Stato tenuto dal tiranno Pisistrato, il quale promuove un periodo di espansione economica ad Atene soprattutto sviluppando i commerci via mare e iniziando la costruzione del porto del Pireo.
Gli aristocratici riuscirono a esiliarlo, ma l'anno successivo il 546 a.C., sbarcò a Maratona con un esercito di mercenari e riprese il potere dopo la vittoria di Pallene. Divenne un moderato sostenitore della riforma di Solone a cui affiancò una riforma territoriale a scopi fiscali e militari e una forte politica estera, riformando l'esercito con la creazione di un corpo di ufficiali superiori, detti strateghi, affiancando agli opliti i mercenari sciti e potenziando la flotta.
Alla morte di Pisistrato il potere passa ai figli Ippia e Ipparco. Nel 514 a.C. Ipparco viene ucciso e nel 510 a.C. Ippia è costretto da una rivolta popolare a fuggire in Persia, mentre il governo passa alla famiglia degli Alcmeonidi, rappresentanti dei ceti commerciali, i quali prendono il potere con l'aiuto dato dagli spartani del re Cleomene al loro rappresentante Clistene.

### Democrazia
Clistene riformò il sistema di Solone introducendo una riforma radicale delle istituzioni cittadine: viene creato il Consiglio dei Cinquecento (boulé): l'Attica viene suddivisa in dieci tribù che forniscono ognuna al Consiglio cinquanta membri estratti a sorte tra tutti i cittadini. Clistene introduce anche uno strumento per la difesa della libertà: l'ostracismo.

#### Clistene
Clistene suddivise il territorio dell'Attica in trenta distretti, chiamati trittie. Le trittie furono distribuite in dieci tribù, ciascuna delle quali comprendeva una trittia della città, una della costa e una dell'interno (scelte per sorteggio). Il peso degli aristocratici risultò notevolmente sminuito, perché si trovarono suddivisi in diverse tribù. Ogni tribù era un'entità astratta e non territoriale (le trittie che componevano una tribù erano volutamente non confinanti). All'interno di ogni tribù l'influenza degli aristocratici era bilanciata da quella degli altri ceti sociali, che avevano interessi differenti, tanto che Isagora richiamò Cleomene I nel 507 a.C., ma la popolazione ateniese lo cacciò. Il colpo di Stato non finì certo qui, perché una coalizione formata da spartani, beoti, dagli isolani di Egina e di truppe provenienti da Calcide attaccarono la città, che resistette fino a quando Demarato fece rientrare l'esercito di Sparta per poi passare all'offensiva scacciando i nemici e fondando una colonia in Eubea.

### Guerre persiane
Negli anni successivi, Atene viene attaccata come tutta la Grecia dall'Impero persiano. Nel 490 a.C. la flotta persiana sbarca in Eubea e tenta di assediare Atene. La città chiede aiuto a Sparta ma rimane sola. Gli ateniesi non si scoraggiano e a Maratona in un'epica battaglia riescono a sconfiggere e a ricacciare in patria i Persiani. Qualche anno dopo, il re Serse sbaraglia i Greci alle Termopili e assedia Atene. Gli abitanti riescono a rifugiarsi a Salamina ma la città è distrutta dai Persiani. Sotto la guida di Temistocle, gli ateniesi riescono comunque a sconfiggere i Persiani e a ricostruire la loro città e a costruire una cinta difensiva, che sarà ricordata come le mura di Temistocle, nella speranza di proteggersi da ulteriori invasioni.

### Età d'oro
L'età d'oro di Atene viene solitamente legata all'ascesa al governo di Pericle, esponente dei partiti popolari e progressisti. Pericle fece costruire i monumenti dell'Acropoli, distrutta dai Persiani, tra cui il Partenone, il "tempio della vergine", dedicato ad Atena con un'imponente statua d'oro e avorio, alta 12,75 metri, costruita da Fidia. Sotto il governo di Pericle, Atene raggiunse il massimo sviluppo democratico, con l'istituzione dell'assemblea cittadina come capo della Lega delio-attica, un'alleanza anti-persiana nell'Egeo.

### Guerra del Peloponneso
La guerra del Peloponneso fu un conflitto combattuto nella Grecia antica tra il 431 a.C. e il 404 a.C., con protagoniste Sparta e Atene e le rispettive coalizioni. Gli storici dividono la guerra in tre fasi: nella prima, la fase archidamica, che prende il nome dal re spartano Archidamo II, Sparta effettuò continui attacchi contro l'Attica, mentre Atene utilizzava la propria potente flotta per colpire le coste del Peloponneso. Questo periodo di scontri si concluse nel 421 a.C. con la firma della pace di Nicia, ma l'interruzione della guerra durò poco: al 415 a.C. risale infatti la spedizione ateniese in Sicilia, evento disastroso per le forze della Lega di Delo tanto da rinnovare il contrasto tra le due entità greche che si contendevano l'egemonia. Nel 413 a.C. si apre la fase deceleica, caratterizzata dall'intenzione spartana di fomentare moti di ribellione tra le forze sottoposte ad Atene; questa strategia, unita agli aiuti economici provenienti dalla Persia e all'incapacità ateniese di difendersi, portò nel 404 a.C. alla vittoria della Lega del Peloponneso, dopo la battaglia navale di Egospotami. La rivalità fra le due città storiche ha dato origine al proverbio:

### Atene e la Macedonia di Filippo II
Ad Atene dopo l'ascesa di Filippo II il Macedone che si voleva impadronire, e ci riuscì, della Tracia per avere uno sbocco sul Mar Nero, si crearono due fazioni: la prima, capeggiata da Eschine che era filomacedone, ovvero disposto a un'alleanza con il Regno di Macedonia per porre fine alle guerricciole condotte da altre poleis, alla seconda c'era Demostene che era contrario a un'alleanza con la Macedonia e vedeva minacciata l'autonomia democratica di Atene. In un primo momento però Eschine si vide in una situazione di vantaggio ma ben presto i cittadini ateniesi, dopo che Filippo II ebbe conquistato la Grecia Centrale, seguirono Demostene, che costituì un'alleanza anti-macedone con la partecipazione anche di Tebe. La coalizione anti macedone fu sconfitta a Cheronea, nel 338 a.C.; in seguito Filippo si mosse con diplomazia sia con Atene e sia con altre poleis al fine di trovare un assetto concordato per le poleis della Grecia. Nel 337 a.C. a Corinto si formò una lega, la lega di Corinto, con a capo Filippo II, che impose alle altre poleis il divieto di farsi reciprocamente guerra, l'obbligo di rispettare il Regno di Macedonia e di contribuire con l'esercito alle spedizioni macedoni contro i Persiani. Atene fu costretta ad aderire alla lega.

### La morte di Filippo II e l'avvento di Alessandro Magno
Filippo II fu assassinato nel 336 a.C. dal capitano delle Guardie reali, Pausania; Alessandro, suo figlio, fu nominato re con il nome di Alessandro III. Partito Alessandro per la sua campagna nei Balcani, corse la falsa notizia secondo cui il medesimo sarebbe morto in battaglia contro il popolo bellicoso degli Illiri. La città di Tebe portò avanti una rivolta contro il Regno di Macedonia ma Alessandro, sistemate le tribù barbare che minacciavano la Macedonia dal nord, si diresse a Tebe e la distrusse. Non fece però la stessa cosa per Atene, che pure si era ribellata, poiché aveva paura che la spedizione contro i Persiani non andasse a buon fine. Catturò e rilasciò il rivale politico ateniese Demostene. Pochi anni dopo, mentre Alessandro era impegnato in Asia, il re di Sparta Agide III, promosse una guerra contro la Macedonia. Atene, sobillata da Licurgo, disdisse tutti i trattati stipulati con i Macedoni, ma al momento di fornire truppe e aiuti ad Agide come promesso, si tirò indietro. Sparta soccombette nella battaglia di Megalopoli contro i Macedoni di Antipatro nel 331 a.C. e subì le conseguenze della sua ribellione, ma Alessandro Magno non ritenne di dover prendere provvedimenti contro Atene.

### Ribellione contro i Macedoni dopo Alessandro Magno
Nel 323 a.C. Alessandro Magno morì. Già prima della sua morte Atene iniziò i preparativi per una ribellione contro i Macedoni, sotto la spinta di Demostene e Iperide. Il decreto degli esuli, emesso da Alessandro poco prima della sua morte, fu un ulteriore motivo di ribellione: con esso Atene avrebbe perso il controllo di Samo, alleata dal 366 a.C., dove i cleruchi ateniesi avrebbero dovuto riconsegnare agli esuli i propri terreni. Perciò gli Ateniesi si rifiutarono di sottostare alle condizioni del decreto e fecero prigionieri gli esuli di Samo. Ottenuta per via diplomatica la defezione dei Tessali dall'esercito macedone, Atene diede inizio alle operazioni belliche occupando il passo delle Termopili e assediando la città di Lamia, ove si era installato Antipatro con le sue truppe. Tuttavia Atene subì una cocente sconfitta navale ad Amorgo, il cui esito consentì anche ai macedoni di Leonnato (20 000 fanti e 1 500 cavalieri) di essere trasportati a soccorso di Antipatro. Per difendersi da Leonnato gli ateniesi tolsero l'assedio a Lamia e Antipatro fu così libero di riprendere l'azione, usufruendo di ulteriori rinforzi portatigli da Cratero. Lo scontro decisivo tra le forze ateniesi e quelle di Antipatro, che contavano anche i rinforzi di Cratero, ebbe luogo il 5 settembre 322 a.C. a Crannone, in Tessaglia e fu una disfatta per gli ateniesi. Successivamente Antipatro e Cratero impegnarono il rimanente delle forze armate ateniesi in continui scontri, per loro vittoriosi, fino a che Atene dovette chiedere la pace, sottostando alle condizioni poste da Antipatro. Queste furono miti: Atene avrebbe dovuto disarmare l'armata, accettare una guarnigione macedone presso il Pireo e riformare la costituzione in modo da garantire diritti politici solo a chi possedesse un patrimonio mobile o immobile pari a duemila dracme, fatto che avrebbe escluso dal governo le classi sociali più basse, principali fautrici della guerra; gli Ateniesi accettarono i termini.
Quanto a Iperide e Demostene, principali istigatori del conflitto, il primo fu ucciso in Eubea, il secondo, rifugiatosi presso il santuario di Poseidone a Calauria, si suicidò (Plutarco, Demostene, 29).

### Atene romana
Nel 146 a.C., con la sconfitta della Lega achea e delle forze greco-macedoni nella battaglia di Corinto, tutta la Grecia fu annessa al territorio della Repubblica Romana. Atene, parte del regno macedone, seguì da allora le sorti dell'Impero romano, pur mantenendo per un periodo una discreta autonomia, passando nel 395 all'Impero romano d'Oriente (o Impero bizantino). Molto legati ad Atene e alla Grecia furono alcuni imperatori, tra cui Adriano, Nerone (che eliminò con un provvedimento, poi abolito dal successore, il governo provinciale esentando la Grecia dai tributi), Marco Aurelio (che tra i suoi maestri ebbe il retore ateniese Erode Attico), Giuliano e soprattutto Domiziano, che fu insignito dalla città della carica di Arconte di Atene. Nel 529 si può dire conclusa la storia antica di Atene, con la chiusura forzata dell'Accademia in quanto "scuola pagana" da parte dell'imperatore Giustiniano I. Atene diede comunque i natali in seguito anche a un'imperatrice regnante, Irene.

## Sviluppi delle Costituzioni della città

### Costituzioni arcaiche
Le costituzioni arcaiche si divisero in tre diverse modalità:
- Monarchia: il Re era ereditario, le magistrature erano tutte elettive a vita tra i soli nobili;
- Aristocrazia: al posto del Re c'era il Polemarco eletto a vita, le magistrature erano tutte elettive a vita tra i soli nobili;
- Oligarchia: al posto del Polemarco c'era l'Arconte eletto annualmente tra i più ricchi, le magistrature erano tutte elettive per un anno tra i soli ricchi, l'Areopago era composto di giudici a vita che vigilano sulle leggi e sulle magistrature.

### Costituzione di Dracone
La costituzione ideata da Dracone divise il popolo per censo, non per ceto nobiliare. Chi aveva abbastanza soldi per essere parte degli opliti, poteva avere diritti politici.
Gli arconti diventavano nove. Si costituiva un Consiglio di quattrocento membri sorteggiati ogni anno, dieci per ognuna delle quattro tribù. Gli altri magistrati erano eletti. Le tribù erano governate da re locali. L'Areopago era il tribunale supremo e custode delle leggi.

### Costituzione di Solone
Divide il popolo per censo in quattro classi:
1. pentacosiomedimni,
2. cavalieri,
3. zeugiti,
4. teti.

Le magistrature sono ricoperte solo alle prime tre classi. I teti hanno solo la possibilità di partecipare all'assemblea popolare e di avere diritti civili. Le istituzioni sono scelte per sorteggio tra i candidati presentati dalle tribù. Il sorteggio avviene con le fave.
Permane il Consiglio di quattrocento membri sorteggiati ogni anno, dieci per ognuna delle quattro tribù.
L'Areopago è il tribunale supremo e custode delle leggi, composto da Arconti emeriti.
Le tribù sono quattro, ognuna con il suo sovrano. Ogni tribù presenta dieci candidati per l'Arcontato. Ogni tribù è suddivisa in tre trittie e dodici neucrarie, comandate da neucrari, che riscuotono le tasse.

### Tirannide di Pisistrato e successori
L'assetto istituzionale rimane lo stesso della Costituzione di Solone, ma viene istituito il Tiranno, come despota che rimane in carica a vita e controlla le altre istituzioni.

### Costituzione di Clistene
Divide il popolo per censo nelle quattro classi di Solone.
Le magistrature sono ricoperte solo alle prime tre classi. I teti hanno solo la possibilità di partecipare all'assemblea popolare e di avere diritti civili. Le istituzioni sono scelte per sorteggio tra i candidati presentati dalle tribù. Il sorteggio avviene con le fave.
Gli arconti sono nove più un segretario. Essi sono inizialmente eletti dal popolo, poi sorteggiati per un anno. Ogni arconte ha una specifica funzione.
Viene istituita la Boulè, un Consiglio di cinquecento membri sorteggiati ogni anno, cinquanta per ognuna delle dieci tribù. I membri della Bulè sono scelti per sorteggio tra i candidati presentati dalle tribù.
Sono istituiti gli Strateghi, in numero dieci, uno per tribù, eletti per un anno dall'assemblea popolare. Gli Strateghi hanno potere militare e sono guidati dall'arconte Polemarco.
L'assemblea popolare prende il nome di Ecclesia e ha poteri supremi legislativi.
L'Areopago è il tribunale supremo e custode delle leggi, composto da arconti emeriti.
Le tribù sono dieci, composte di tre demi ciascuna: una della costa, una della città e una della montagna. I cittadini assumono il loro cognome in base al demo da cui provengono. Ogni demo è amministrato dai demarchi.
Viene istituito l'ostracismo, con cui l'Ecclesia manda in esilio i cittadini nemici della democrazia.

### Costituzione del 400
Viene eletto un Collegio di trenta commissari che propongano un progetto di Costituzione tra i membri dell'Ecclesia. I trenta membri decidono che cinquemila cittadini, scelti tra i più meritevoli e abbienti, redigano la nuova Costituzione.
I cinquemila membri decidono un nuovo assetto oligarchico.
Un Consiglio composto dagli ateniesi maggiori di trenta anni detiene il potere legislativo senza compenso, tra questi sono eletti gli strateghi, gli arconti, lo ieromnemone (rappresentante di Atene alla Anfizionia greca), gli ellenotami (tesorieri della Lega Delio-Attica).
Gli ellenotami non partecipano al Consiglio.
Il Consiglio si divide in quattro gruppi di cento membri e per un anno a sorteggio ogni gruppo a rotazione esercita il potere legislativo.
Il Consiglio legislativo si riunisce ogni cinque giorni, trenta in caso di guerra. Tra i consiglieri sono sorteggiati cinque segretari, che controllano le operazioni di voto. Tra questi è eletto un presidente.

### Tirannide dei Trenta
Prendono il potere e nominano tutte le altre magistrature, compreso il Consiglio, svuotandole di fatto di effettivo potere. Le loro funzioni sono esercitate in maniera assoluta e senza limiti.

### Ultima Costituzione democratica
L'ultima Costituzione risale al 403 a.C. Aristotele la esamina e la descrive nei più piccoli dettagli. In particolare viene descritta l'Ecclesia e i tribunali popolari.
Aristotele considera il sistema molto più democratico degli altri, ma meno democratico rispetto a quello stabilito dalla Costituzione di Clistene.
Questa Costituzione rimarrà in vigore fino al 321 a.C., quando Antipatro imporrà un governo da lui nominato e controllato.

### Fonti primarie
- Diodoro Siculo, Bibliotheca historica
- Plutarco, Demostene
- Strabone, Geografia
- Aristotele, La Costituzione degli Ateniesi

### Fonti secondarie
- Andrea Frediani, Le grandi battaglie dell'Antica Grecia, Newton & Compton Editori, 2005, ISBN 88-541-0377-2.
- (EN) P. J. Rhodes, A History of the Classical Greek World, 478 - 323 BC, Wiley-Blackwell, 2005, ISBN 9780631225645.
- (EN) Edward M. Anson, Alexander's Heirs: The Age of the Successors, John Wiley & Sons, 2014, ISBN 978-1-4443-3962-8.
- (EN) John R. Hale, Lords of the Sea: The Epic Story of the Athenian Navy and the Birth of Democracy, Viking, 2014, ISBN 978-1-906142-78-0.